# Heßdorf
Heßdorf település Németországban, azon belül Bajorországban. Lakosainak száma 3813 fő (2023. december 31.).

## Népesség
A település népessége az elmúlt években az alábbi módon változott:
| Lakosok száma | 350  | 621  | 1774 | 2634 | 3426 | 3570 | 3543 | 3508 | 3587 | 3813 |
|               | 1875 | 1950 | 1975 | 1987 | 2012 | 2014 | 2016 | 2017 | 2021 | 2023 |